# اوئسژ
شهر اوئسژ (به فرانسوی: Wasseiges) در شهرستان ورم (بلژیک) در استان لیئژ در منطقه فدرال والوون در کشور بلژیک واقع شده‌است.